# Erannis tiliaria
Espèce

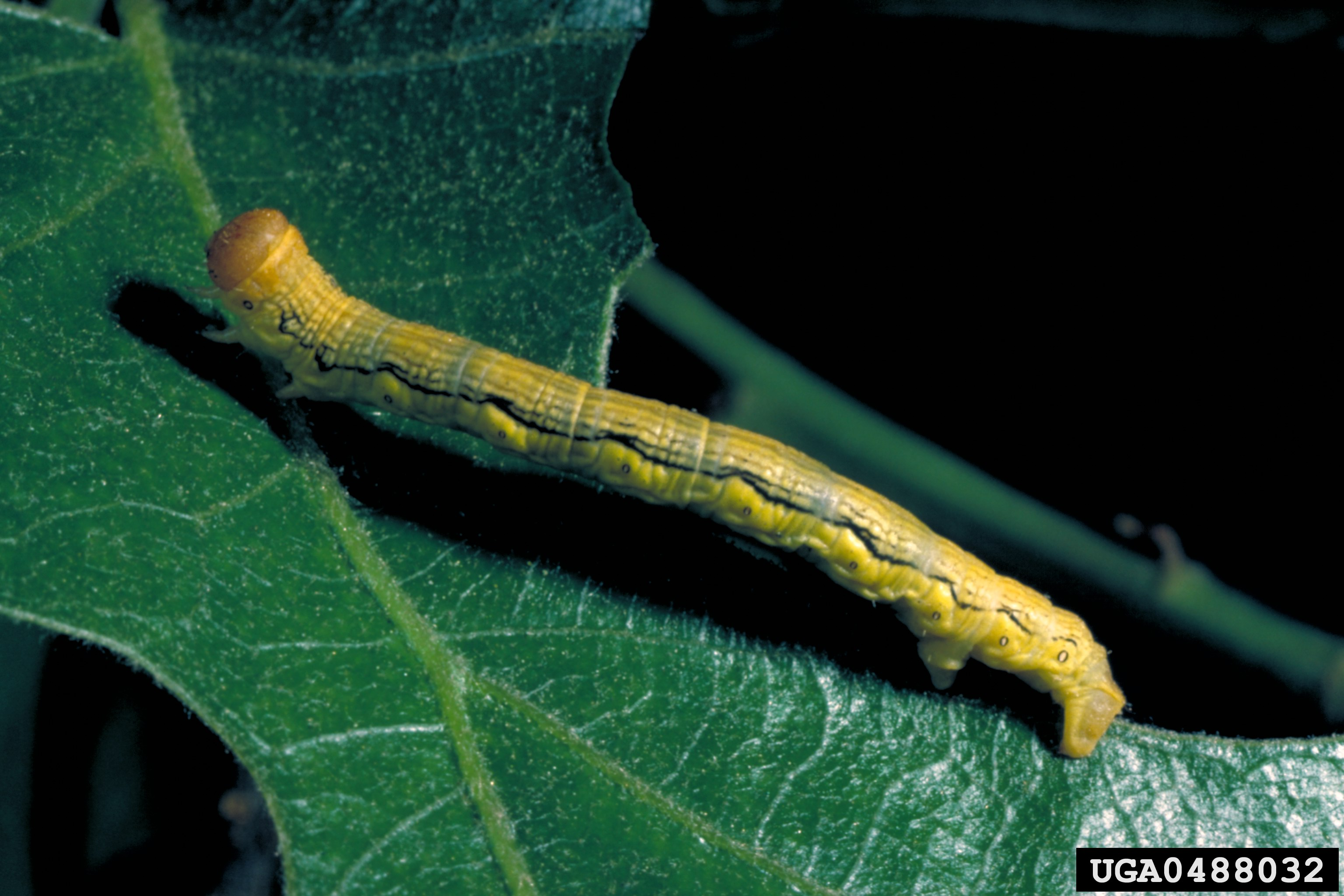
Chenille de l'arpenteuse du tilleul.

Erannis tiliaria, l’Arpenteuse du tilleul, est une espèce de lépidoptères nocturnes nord-américaine de la famille des Geometridae. On la trouve du centre à l'est de l'Alberta jusqu'à la Nouvelle-Écosse, au sud du Missouri, en Géorgie, Utah et Texas.
Erannis vancouverensis a été considéré comme une sous-espèce de E. tiliaria pendant un certain temps mais a depuis été reconnu comme une espèce à part entière.
L'envergure va de 32 à 42 mm pour les mâles. Les femelles n'ont pas d'ailes. Les mâles adules volent à la fin de l'automne.
La larve se nourrit d'arbres ou arbustes à feuilles caduques comprenant tilleul, pommier, hêtre, frêne, bouleau, aulne, érable, chêne, peuplier, Prunus et groseillier.